# Provincia di Moulay Yacoub
La provincia di Moulay Yacoub è una provincia del Marocco, parte della Regione di Fès-Meknès.

## Geografia antropica

### Suddivisioni amministrative
La provincia di Moulay Yacoub conta 1 municipalità e 10 comuni:

#### Municipalità
- Moulay Yacoub

#### Comuni
- Ain Bou Ali
- Ain Chkef
- Ain Kansra
- Laajajra
- Louadaine
- Mikkes
- Oulad Mimoun
- Sebaa Rouadi
- Sebt Loudaya
- Sidi Daoud